# 拉伊 (科罗拉多州)
拉伊（英語：Rye），是美国科罗拉多州普韦布洛县下属的一座城市。建市于1937年11月22日，面积大约为0.095平方英里（0.246平方公里）。根据2010年美国人口普查，该市有人口153人。2011年估计该市有人口155人，相比2010年人口增长率为1.31%。同时，论人口该市是科罗拉多州第241大城市。